# 강릉커피거리

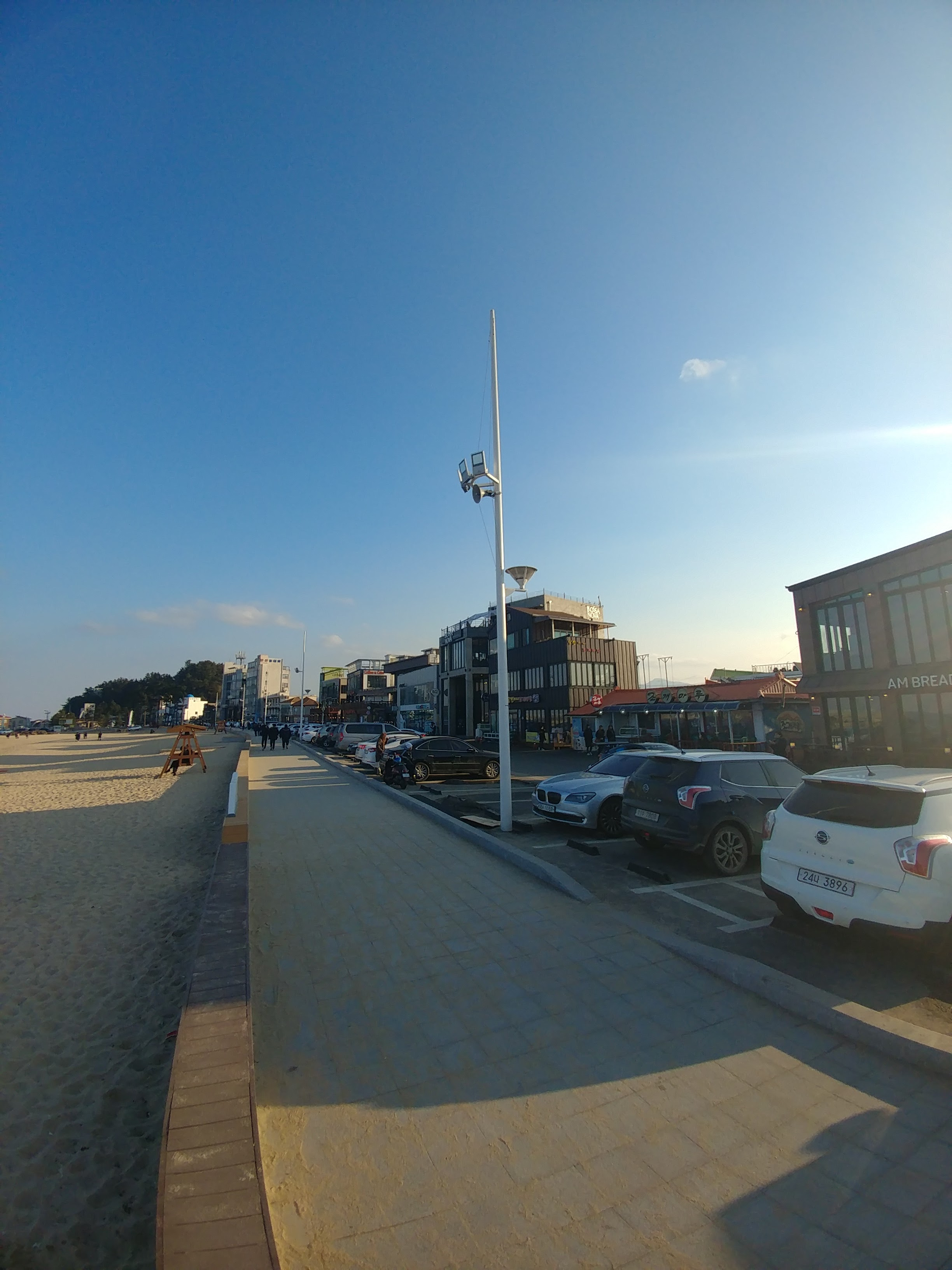
강릉커피거리

강릉커피거리는 강원특별자치도 강릉시 창해로 17에 조성된 거리로 대한민국 최초로 커피 축제가 열린 곳이다. (강릉커피축제) 커피 박물관, 바리스타 아카데미, 커피 공장, 로스터리 카페 등이 이곳에 들어서 있다.

## 갤러리

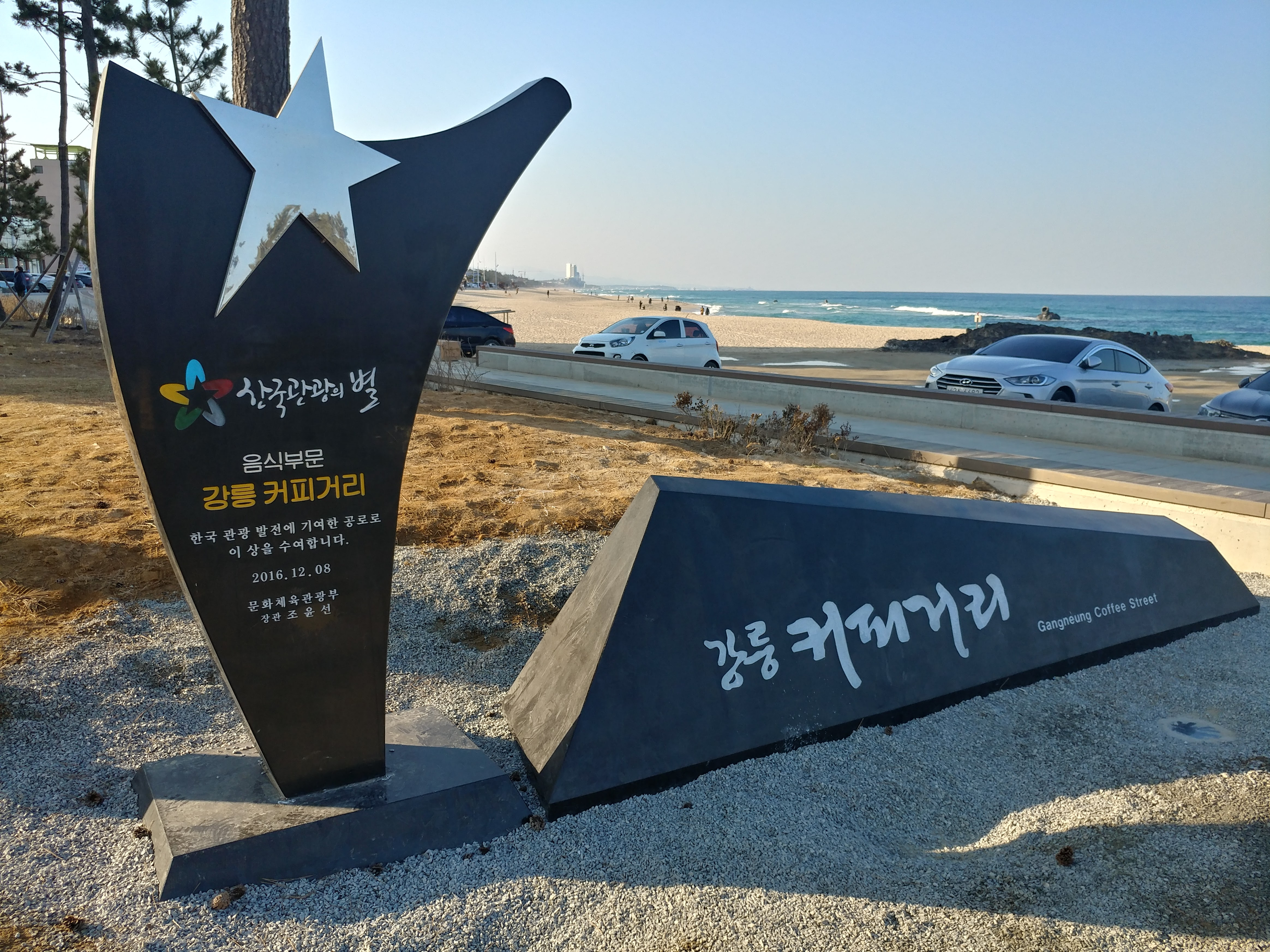
강릉커피거리 입구
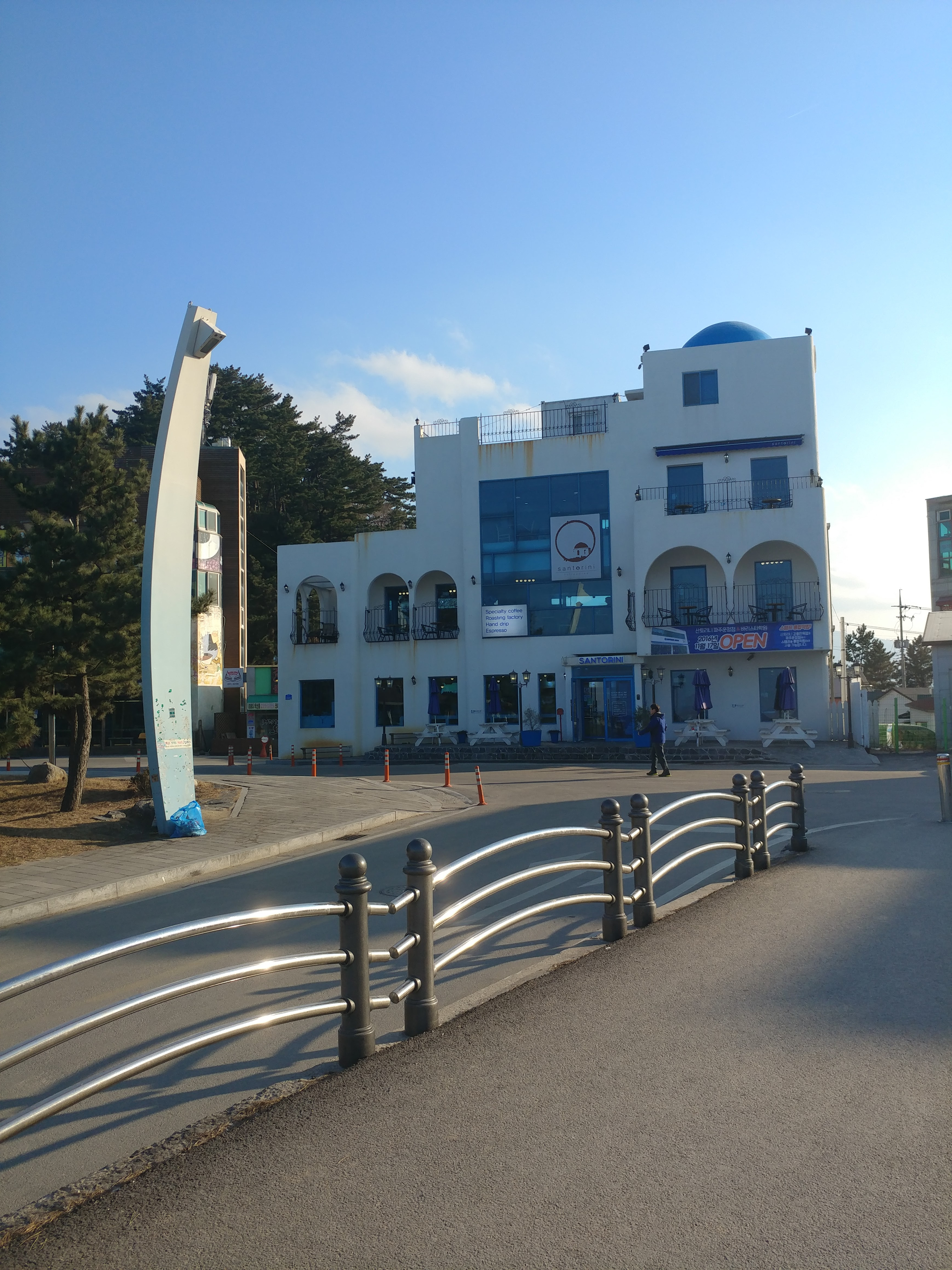
강릉커피거리의 한 핸드드립 카페

## 미디어
- KBS 《다큐멘터리 3일》 (668회, 2018.03.11)

## 같이 보기
- 안목해변